# Tiocianato de chumbo(II)

Tiocianato de chumbo(II), normalmente chamado apenas de tiocianato de chumbo, é um composto, mais precisamente um sal, com a fórmula Pb(SCN)2. É um sólido cristalino branco, mas ficará amarelo quando exposto à luz. É ligeiramente solúvel em água e pode ser convertido em um sal básico Pb(CNS)2*Pb(OH)2 quando fervido. Cristais de sal podem se formar durante o resfriamento. O tiocianato de chumbo pode causar envenenamento por chumbo se ingerido e pode reagir de forma adversa com muitas substâncias. Tem uso em pequenos explosivos, fósforos e tingimento.